# Parc d'Estienne-d'Orves
Pour les articles homonymes, voir D'Estienne d'Orves.

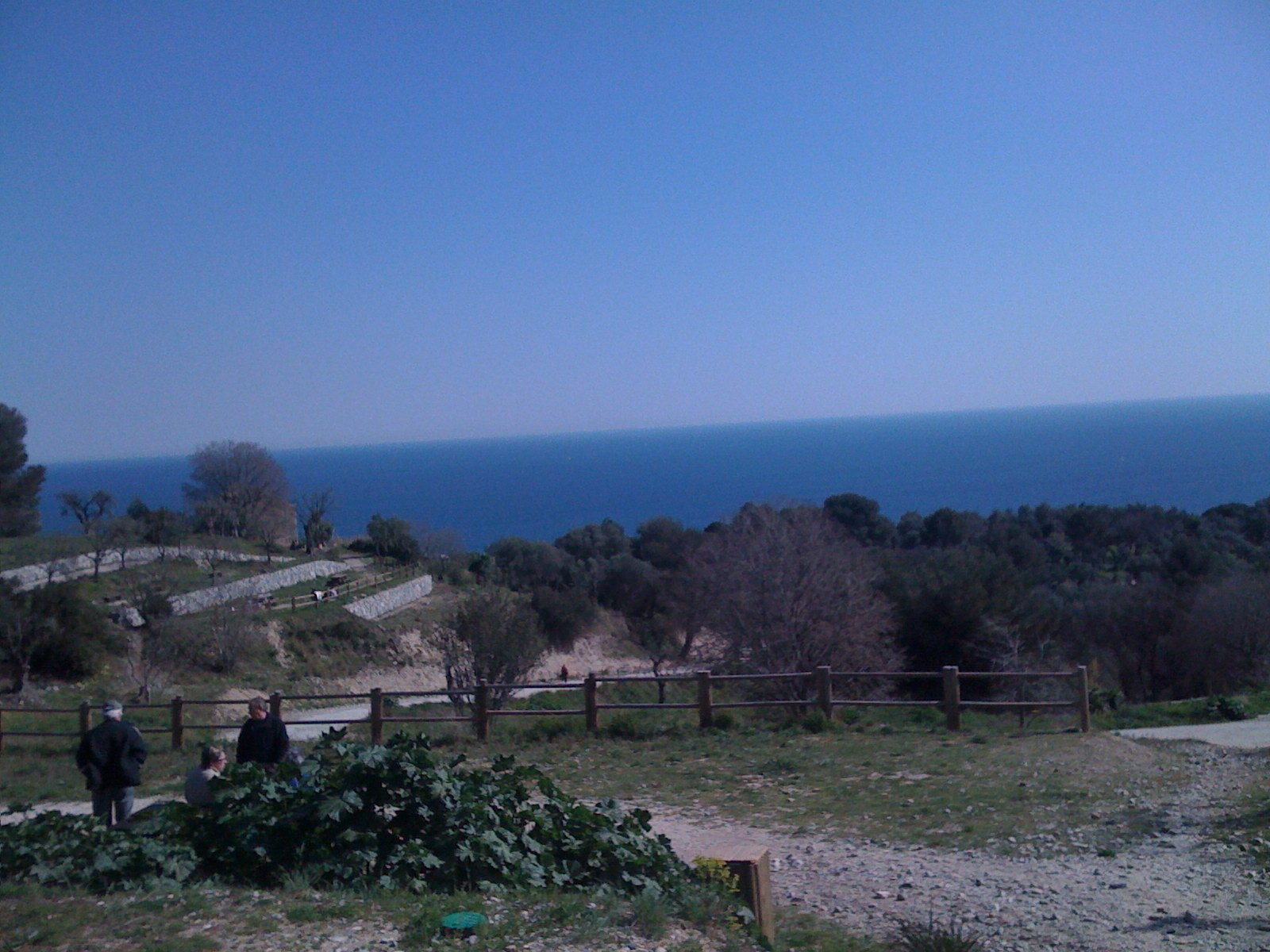
Vue du parc vers le sud.

Le parc d'Estienne-d'Orves est un des parcs départementaux des Alpes-Maritimes. Inauguré le 28 juin 2008, il s'étend sur quinze hectares sur la commune de Nice. Ce parc situé en centre ville se situe sur la colline Saint-Philippe, qui abritait auparavant des terres agricoles.